# Delphinium dasystachyon
Delphinium dasystachyon là một loài thực vật có hoa trong họ Mao lương. Loài này được Boiss. & Balansa mô tả khoa học đầu tiên năm 1859.